# Porcellio dilatatus

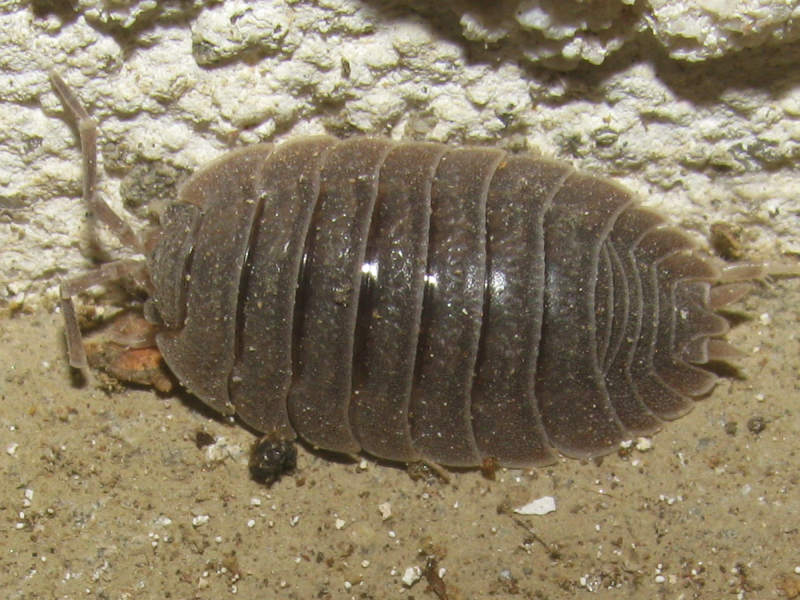
Foto eines Exemplars

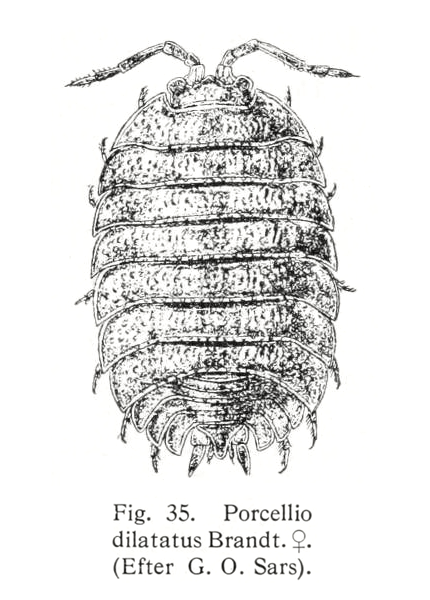
Zeichnung von Porcellio dilatatus

Porcellio dilatatus ist eine ursprünglich in Südwesteuropa beheimatete Art der Landasseln, die heutzutage weltweit in viele Gebiete verschleppt wurde und auch in Mitteleuropa synanthrop in und an Gebäuden vorkommt.

## Merkmale
Die Körperlänge beträgt 10–15 mm. Der Hinterleib (Pleon) ist nicht schmaler als der Vorderleib (Cephalothorax), die Körperform ist breit oval und die Körperoberfläche glatt. Die Grundfarbe ist grau bis dunkelbraun, der Mittellappen der Stirn ist jedoch stets dunkler. Eine Marmorierung fehlt zwar meistens, kann aber vorhanden sein. Fleckenreihen auf dem Körper fehlen.
Die Hinterecken des 1. Segments (1. Pereiomer) sind zipfelig ausgezogen. Die Antenne besitzt 2 Geißelglieder. Die Augen bestehen aus mehr als 5 Ocellen. Die Seitenlappen am Kopf sind deutlich zu sehen. Das Telson am Körperende läuft zungenförmig zu und besitzt keine Längsrinne. Bei den Uropoden neben dem Telson ist der Außen-Ast (Exopodit) abgeflacht und länger und breiter als der Innen-Ast (Endopodit). Das Grundglied der Uropoden trägt keinen Fortsatz. Auf der Stirnplatte befindet sich kein Stirndreieck. Der Mittellappen vorne am Kopf läuft spitz dreieckig zu. Die Art besitzt 2 Trachealsysteme (zwei Paare pleopodaler Lungen und Flagellensegmente). Der Kopf und das 2. Thoraxsegment weisen eine deutliche Körnelung auf, die in 4–6 Querreihen angeordnet ist.

### Ähnliche Arten
Zur Unterscheidung ähnlich gebauter Arten in Deutschland muss man das Telson und den Mittellappen betrachten. Porcellio dilatatus ist die einzige Art mit einem zungenförmig auslaufenden Telson, die anderen Porcellio- und Trachelipus-Arten haben ein spitz auslaufendes Telson. Das Merkmal des spitz dreieckig zulaufenden Mittellappens teilt sich die Art nur mit Porcellio scaber, die übrigen Arten haben gerundete Mittellappen. Auch das Fehlen von Fleckenreihen und die gleich langen Geißelglieder der Antenne hat die Art nur mit Porcellio scaber gemein. Von dieser Art unterscheidet sich Porcellio dilatatus abgesehen von der gerundeten Telsonspitze noch dadurch, dass der Cephalothorax deutlich breiter gebaut ist. Der 1. Pleopoden-Exopodit der Männchen ist am distalen Rand zudem einfach abgestutzt, während er während er bei P. scaber tief eingebuchtet ist. Eine weitere mögliche Verwechslungsart ist Oniscus asellus, die allerdings 3 Geißelglieder an den Fühlern aufweist.

## Verbreitung
Die Art stammt aus Südwesteuropa, wurde aber vom Menschen weit verschleppt. So ist die Art heute in Europa und Nordamerika weit verbreitet, aber nur synanthrop zu finden. Funde der Art liegen vor aus Kolumbien, Bolivien, Chile, Brasilien, Argentinien, Mexiko, den Vereinigten Staaten, Kanada (direkt an der Grenze zu den USA), Flores, Teneriffa, Portugal, Spanien, Frankreich, Irland, Großbritannien, Deutschland, den Niederlanden, Polen, Griechenland, Bulgarien, Vietnam und Australien, diese Angaben sind jedoch nicht wissenschaftlich validiert.
In Deutschland ist die Art nur von wenigen Fundorten bekannt. Zwischen 1897 und 1962 wurde sie mehrfach in Hamburg gefunden, 1927 einmalig im äußersten Süden Mecklenburg-Vorpommerns, von 1833 bis 1952 mehrfach in Berlin, 1965 einmalig in Leipzig, 1950 einmalig nahe von Erlangen, von 1910 bis 1913 mehrfach bei Bonn, 1975 an mehreren Stellen der Eifel zwischen Bonn und Koblenz, 1992 mehrfach bei Gießen, 1992 einmalig bei Frankfurt am Main (Unterliederbach) und zwischen 1951 und 2000 einmalig bei Bad Kreuznach (Waldböckelheim). Weitere Vorkommen, auch heutzutage, sind wahrscheinlich, die Art ist zwar eher selten und vereinzelt zu finden, aber höchstwahrscheinlich häufiger als bisher nachgewiesen, da Asselvorkommen in jüngerer Vergangenheit nur stellenweise untersucht wurden.
Die Art wurde in der Roten Liste gefährdeter Arten Deutschlands bisher noch nicht bewertet.

## Lebensraum
In Deutschland kommt die Art fast ausschließlich in Siedlungsgebieten des Menschen vor, innerhalb von Gebäuden, in der Regel Bauernhöfen und Stallungen. Die Art lebt an trockenen Stellen. Funde in Hessen liegen vor aus einem Keller eines Wohnhauses unter Brettern und Steinen und einem unbeheizten Holzlager außerhalb von Gebäuden.
Auf den Britischen Inseln lebt die Art in Ställen, Molkereien, Misthaufen, Kirchhöfen und Gärten und findet sich häufig unter Brettern, Steinen und Dung oder zwischen Stroh und anderem Substrat. Im Falle von Gärten werden Komposthaufen und Gewächshäuser bevorzugt.

## Lebensweise
Bei Störung sucht die Art schnell Schutz. Sie ist ganzjährig zu finden.
Außerhalb von Gebäuden dominiert die Art Porcellio scaber (Kellerassel), während diese in Kellerräumen von Gebäuden, wo P. dilatatus vorkommen kann, fehlt. Die einzige vergesellschaftete Art kann Armadillidium vulgare sein, klare Belege fehlen bisher. Auf den Britischen Inseln ist die Art häufig mit Porcellionides pruinosus oder Porcellio scaber vergesellschaftet.

## Taxonomie
Ein Synonym der Art lautet Euporcellio dilatatus.

### Unterarten
Es wurden bisher mehrere Unterarten beschrieben. Diese sind:
- Porcellio dilatatus bonadonai Vandel, 1951
- Porcellio dilatatus dilatatus Brandt, 1833
- Porcellio dilatatus petiti Vandel, 1951